# Fondo (caldo)

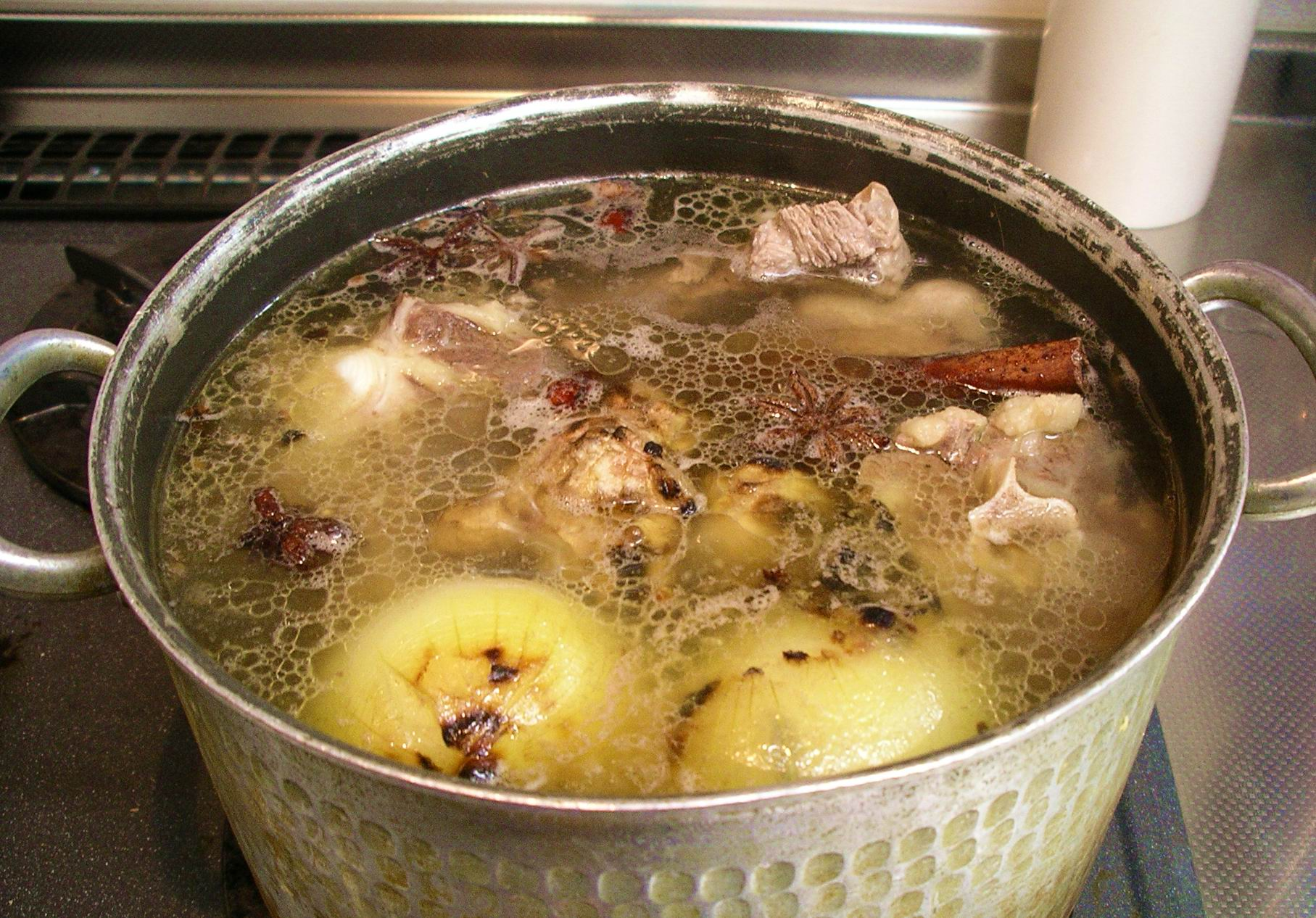
Fondo elaborado con verduras.

El fondo en la cocina profesional es un caldo básico que se elabora como primer paso de una preparación. En la preparación suele emplearse huesos (o espinas en el caso de que se trate de pescados) que se someten a una cocción lenta, generalmente aromatizada con verduras, especias y hierbas aromáticas. Existen diversos tipos de fondos en función del proceso culinario: fondos blanco o claro, oscuros, fumet, glacés.

## Tipos de fondos
Existen diversos tipos de fondos, se denomina fondo oscuro cuando los huesos (generalmente de buey) se han horneado hasta quedar tostados en un horno previamente. Se denomina oscuro cuando la carne o pescado antes de la cocción se carameliza, proporcionando este color oscuro. El otro es el fondo claro (denominado en ocasiones fondo blanco) que consiste en la misma operación pero sin pasar los huesos por el horno, que pueden ser de ternera o de ave. Existen fondos de cordero, de pescado, incluso se consideran fondos algunas gelatinas (como el aspic).

## Preparación
El fondo blanco se compone de huesos de ternera, vaca o aves, al que se le añade verdura cortada en mirepoix (cortes medianos irregulares), zanahoria, puerro, cebolla y apio y también hierbas aromáticas y especias, perejil, laurel, tomillo, clavo y pimienta negra en grano; nunca sal; un caldo nunca se sazona, porque admite muchos usos y no sería buena idea sazonarlo. Una vez todo junto y partiendo de agua fría (muy importante esto, para que suelten todos los alimentos sus jugos), lo ponemos a cocer a fuego fuerte y cuando rompa a hervir, bajamos el fuego al mínimo y lo mantendremos durante siete u ocho horas, para que suelte todos sus aromas al caldo. Y ya estará listo para usar en múltiples elaboraciones, como añadir a arroces, a carnes en salsa, guisos de patatas, etc.
El fondo oscuro se elabora igual que el fondo blanco, salvo que lleva dos ingredientes más, tomates y vino tinto en su elaboración y antes de poner todos los ingredientes a cocer, se meten en el horno y se tuestan, para que, cuando cuezan en el agua, salga el caldo de un bonito color dorado-oscuro y con todo el sabor aromatizado de los ingredientes asados y tostados. Este caldo, al ser de este color oscuro, se utiliza para salsas oscuras, como la salsa española, y para añadir a estofados de carne y guisos de color algo más oscuros.    
En general, los fondos se preparan con material cárnico que se someten a una larga cocción lenta y suave, para obtener de esos alimentos la máxima cantidad de sustancia. La cocción de los fondos suele dejar en la superficie una espuma (que son impurezas), así como grasa (la grasa de los alimentos cárnicos). Ambas se deben retirar durante toda la cocción: la espuma y la grasa. Dependiendo del tiempo empleado en la cocción, el volumen de fondo se va reduciendo, aumentando su sabor y aroma.

## Usos
Se emplean generalmente en la elaboración de salsas, en la elaboración de sopas, cremas de diversas naturalezas, en la preparación de platos de arroz (paella, arroz negro, arroces caldosos, etc).  